# Вулиця Галечко (Івано-Франківськ)
Вулиця Софії Галечко (Івано-Франківськ) — вулиця Івано-Франківська, 
що названа ім'ям яскравої представниці українського інтелектуального жіноцтва, хороброго Січового стрільця, Софії Галечко.  
До світової війни поміж інтелігентним молодим українським жіноцтвом Софія Галечко - одна з перших жінок. Одиначка у батька поштового австрійського урядовця. Народилася 3 травня 1891 року. Закінчила жіночу гімназію. До Українських Січових стрільців вступає 1 вересня 1914 року. 18 вересня 1914 року йде на фронт як звичайний стрілець із другого сотнею 1-го куреня. У листопаді 1914 року дістає медаль хоробрості й звання підхорунжого. Загинула трагічно в серпні 1918 року в селі Пасічній Надвірнянського району, де й похована.